# 班桑
班桑是西非國家岡比亞的城鎮，由中河區負責管轄，位於岡比亞河南岸，面積93平方公里，較首府中河區鄰近較富裕的沿海地區，2010年人口估計約8,615。

## 外部連結
- The Atlas of the Gambia （页面存档备份，存于）

13°26′N 14°39′W / 13.433°N 14.650°W